# André Greipel

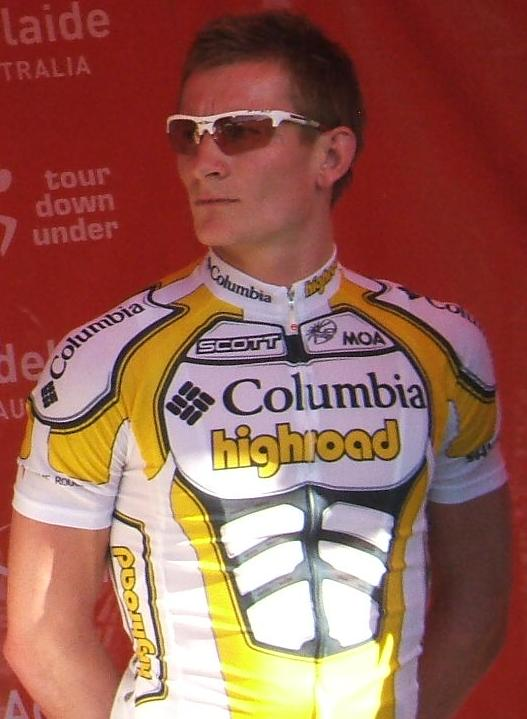
Andre Greipel, Tour Down Under 2009.

André Greipel, född 16 juli 1982 i Rostock, är en tysk landsvägscyklist som tävlar för det belgiska cykelstallet Lotto Soudal.
Greipel vann det australiska etapploppet Tour Down Under under säsongen 2008 och 2010. Han tog sin första etappseger i en Grand Tour när han vann en etapp av 2008 års Giro d'Italia. Han vann etapp 4, 5, 16 och 21 av Vuelta a España 2009, och även loppets poängtävling.
Mellan 2011 och 2015 har Greipel lyckats vinna minst en etapp i Tour de France varje år, och totalt har det blivit tio etappsegrar för tysken.
2013, 2014 och 2016 blev Greipel tysk mästare i linjelopp.

## Meriter
2001
2:a, Giessen
2002
3:a, Augsburg
2003
1:a, GP Waregem, U23
1:a, etapp 2, Thüringen-Rundfahrt, U23
1:a, etapp 1, Berliner Rundfahrt, U23
2004
1:a, etapp 3, Tour du Loir-Et-Cher
1:a, etapp 1, Thüringen Rundfahrt, U23
1:a, prolog & etapp 4b, GP Tell
3:a, U23-ationsmästerskap - cyclocross
2005
1:a, etapp 6, Post Danmark Rundt
1:a, Gladbeck
1:a, Stadtlohn
3:a, Braunschweig
2006
1:a, etapp , Rheinland-Pfalz Rundfahrt
1:a, etapp 1 & 2, Cologne Classic
3:a, Sinzig
2007
1:a, etapp 1 & 2, Sachsen Tour
125:a, Vuelta a España 2007
2008
1:a, Down Under Classic
1:a,  Tour Down Under
1:a, etapp 2, 4, 5 & 6
1:a, Poängtävlingen
1:a, etapp 17, Giro d'Italia
1:a, etapp 4, Österrike runt
1:a, etapp 4, Tyskland runt
1:a, Münsterland Giro
2009
1:a, etapp 1, Tour Down Under
1:a, etapp 6, Dunkirks fyradagars
1:a, etapp 1, 3 & 5, Bayern Rundfahrt
1:a, Neuseen Classics
1:a, Philadelphia International Championship
1:a, etapp 2, 3 & 5, Ster Elektrotoer
1:a, etapp 1, 6 & 8, Österrike runt
1:a, etapp 1, Sachsen Tour
1:a, etapp 7, Polen runt
1:a, etapp 4, Vuelta a España
1:a, etapp 5, 16 & 21, Vuelta a España
1:a,  Poängtävlingen, Vuelta a España
1:a, Paris–Bourges
2010
1:a,  Tour Down Under
1:a, poängtävling, Tour Down Under
1:a, etapp 1, 2 & 4, Tour Down Under
1:a, Trofeo Magaluf
1:a, etapp 2, Volta ao Algarve
1:a, etapp 18, Giro d'Italia
2011
1:a, etapp 10, Tour de France
2012
1:a, etapp 4, 5 & 13, Tour de France
2013
1:a,  Nationsmästerskapens linjelopp
1:a, etapp 6, Tour de France
2014
1:a,  Nationsmästerskapens linjelopp
1:a, etapp 6, Tour de France
2015
1:a, etapp 6 Giro d'Italia
1:a, etapp 2, 5, 15 & 21, Tour de France
1:a, Vattenfall Cyclassics

## Stall
- TEAG Team Köstritzer 2002–2004
- Wiesenhof 2005
- T-Mobile Team 2006–2008
- Team Columbia 2009–2010
- Lotto-Belisol 2011–